# 中勘助
中 勘助（なか かんすけ、1885年（明治18年）5月22日 - 1965年（昭和40年）5月3日）は、日本の小説家・詩人・随筆家。明治末期から大正初頭にかけて執筆した小説『銀の匙』が、学生時代の恩師である夏目漱石の推挙を受けて「東京朝日新聞」に連載されたことで文壇に認められる。漱石門下のひとりに位置づけられる一方で、文壇の潮流とは一線を画した文学活動を維持したことから「孤高の作家」と評される。

## 生涯

### 幼少期
1885年（明治18年）5月22日、東京府神田区東松下町7番地（現・東京都千代田区神田東松下町14付近）の旧今尾藩邸で、今尾藩士の父・勘弥（当時43歳）と母・鐘（志やう、しょう、当時37歳）の五男として生まれた。出生当時、中家には両親のほか、祖母のみき（当時74歳）、次兄の金一（当時14歳）、長姉のはつ（当時7歳）、次姉のちよ（当時5歳）、寄留していた母方の伯母（母の一番上の姉）がいた。兄姉のうち、長兄・三兄・四兄は夭逝していた。勘助が生まれた3年後の1888年（明治21年）には妹の栄、翌1889年（明治22年）には末妹のやすが生まれた。
勘弥は今尾藩士として藩主・竹腰正旧に仕え、今尾藩の権大属に任命されていた。しかし、廃藩置県のため1872年（明治5年）に藩主とともに東京に移住した。勘弥は家令として竹腰正旧・正己父子に仕え、輸入商会などを営んで主家の財政再建に努めた。
1889年7月、やすが生まれる少し前に母と勘助の健康のために東京府東京市小石川区小日向水道町92番地（現・東京都文京区小日向2丁目11番地付近）の新築の家に一家で転居した。幼い勘助は、鐘が産後の肥立ちが悪く病弱だったため、代わりに伯母によって育てられた。生まれつき体が弱く、神経過敏で頭痛に悩まされる子供だった勘助は、外で遊ぶことはなく、幼少期のほとんどを伯母以外の人と接することなく育った。

### 学生時代
東京府立第四中学校（現・東京都立戸山高等学校）を経て、1902年（明治35年）9月、第一高等学校に進学した。同級には、江木定男（江木鰐水の孫）、山田又吉、安倍能成、小宮豊隆、野上豊一郎、尾崎放哉、藤村操らがいた。翌1903年4月には、イギリス留学から帰国した夏目漱石が講師として第一高等学校に着任し、漱石の講義を受けた。同年5月には藤村操が華厳滝から投身自殺して社会問題となった。この頃、兄・金一は子爵・野村靖の娘・野村末子（当時19歳）と結婚した。結婚後まもなくして金一は単身でドイツに留学した。
翌1904年（明治37年）には留年した岩波茂雄、荻原井泉水らが同級となる。安倍や岩波などとは卒業後も交流が続いた。
1905年（明治38年）、東京帝国大学英文科に進学。第一高等学校と兼任で東京帝国大学でも講師として勤めていた漱石から引き続き講義を受けた。翌1906年（明治39年）10月15日、父・勘弥が死去した。1907年（明治40年）には国文科に転科している。
卒業を半年後に控えた1909年（明治42年）1月、野村靖が死去した。同月末には野村の初七日のため福岡から上京してきていた金一が、突然脳溢血を起こして倒れ、失語症などを患う重症を負う。結果として、金一は九州帝国大学での教授職を辞任せざるを得ず、小石川の自邸で末子や家族に介護されることになった。家長たる金一が倒れたことにより、事実上の次兄である勘助には金一の代わりに一家の大黒柱として家族を支えることが求められるようになった。しかし、勘助は同年7月に東京帝国大学を卒業するも、家族のいる実家に戻らず、家から逃げるように各地を転遷するようになる。

### 放浪生活のはじまりと『銀の匙』
大学卒業後、1910年（明治43年）に勘助は一年志願兵として近衛歩兵第四聯隊に入隊するが、翌1911年（明治44年）4月に衛戍病院に入院することになり、同年6月頃には除隊となった。同年9月、除隊となった勘助は野尻湖弁天島に向かい、そこに籠もるようになる。
1912年（大正元年）夏から秋にかけて、野尻湖畔で「銀の匙」を執筆する。同年7月には、小宮豊隆の勧めで「夢の日記」を雑誌『新小説』に大内生名義で発表し、作家としての一歩を踏み出した。その後、「銀の匙」の前篇部分を書き上げた勘助は、学生時代の恩師である漱石にその原稿を送付した。「銀の匙」は漱石から高く評価され、漱石の推薦もあり1913年（大正2年）4月から同年6月にかけて「東京朝日新聞」上に那珂名義で連載される。
1914年（大正3年）6月末には、比叡山横川・慧心院で「つむじまがり」を執筆し、同じく漱石の推薦で翌1915年（大正4年）4月から同年6月にかけて「東京朝日新聞」上で連載された。

### 放浪と断筆の時代
勘助は『銀の匙』によって一躍注目を集める作家となったが、その後6年近くほとんど作品を発表せず、作家として沈黙を保った。そして、私生活の上では病兄や老母のいる小石川の実家には戻らず、各地を転遷し続ける隠遁生活を送った。
1920年（大正9年）2月、千葉県我孫子町我孫子（現・千葉県我孫子市）の高嶌貰治郎方に仮寓。当時、近辺に居住していた志賀直哉と交流を深める。この頃から我孫子を引き払うあたりの1923年11月までの日記は、のちに日記体随筆「沼のほとり」となる。同年4月17日、「提婆達多」を脱稿した。
同年11月、兄の発病を契機とした家庭内紛糾は、最終的に勘助が生家の世話を引き受けることで一応の収束を迎える。勘助は、家の基盤を整えるための財産整理として、小石川の実家を岩波茂雄に買い取ってもらった。そのため、家族を一時的に東京府東京市四谷区元町59番地に移らせたが、勘助は家族とともに四谷には移らず、我孫子に留まった。

### 作家活動の再開
1921年（大正10年）5月、森田草平の紹介で新潮社から『提婆達多』を刊行したのを皮切りに、同年12月には『銀の匙』を岩波書店から刊行するなど、作家としての活動を再開した。翌1922年（大正11年）には、初めて実名の中勘助名義で「犬（未定稿）」を岩波書店から刊行されている文芸誌『思想』にて発表した。しかし、同作は性欲描写などを理由に問題視され、『思想』は発禁処分を受け、岩波茂雄が警視庁に呼び出される事態に発展した。岩波の取りなしもあり、性欲描写に該当すると指摘された箇所を伏字にする処置で一応の解決がなされた。ただ、勘助が晩年「作者の本意がわからない人びとの軽蔑や、嫌悪や、邪推や、憤慨や、大変だった」と述懐するほど、発禁処分を受けたという事実は周囲や世間から非難される要因となった。
1922年7月、東京府東京市赤坂区表町二丁目13番地（現・東京都港区）に家を購入し、四谷へ一時的に移していた家族を引っ越させる。四谷のときと同じくそのときは勘助は我孫子に留まったが、翌1923年（大正12年）12月に我孫子を引き払い赤坂へ移った。
1924年（大正13年）5月、『犬 附 島守』を岩波書店から刊行。赤坂とは別に神奈川県平塚町西海岸（現・神奈川県平塚市）に家族の避暑避寒のため家を建て、夏期・冬期以外を平塚の家で暮らすようになる。この平塚で暮らした期間の日記はのちに「しづかな流」となる。

### 平塚時代
1925年（大正14年）4月、発表していた『銀の匙』の改稿に着手する。同年7月、『沼のほとり』を岩波書店から刊行。翌1926年（大正15年）4月、改稿した『銀の匙』を岩波書店から刊行する。1928年（昭和3年）、猪谷妙子（旧友・江木定男の長女、猪谷善一の妻）のために「菩提樹の蔭」を執筆し、翌1929年（昭和4年）10月には『思想』に発表した。
1931年（昭和6年）1月、この頃から和辻哲郎の長女・和辻京子のために童話『鳥の物語』の構想が生まれる。同年4月、『菩提樹の蔭』を、翌1932年（昭和7年）6月、『しづかな流』をともに岩波書店より刊行した。同年9月、平塚の家を売却し、赤坂の家に家族と同居するようになる。この頃から1936年（昭和11年）9月までの日記がのちに日記体随筆『街路樹』となる。

### 詩人として
1934年（昭和9年）10月、母・鐘が老衰のため死去した。同年12月、「母の死」を『思想』に発表する。『銀の匙』以来長らく小説や日記体随筆を書く作家だったが、1935年（昭和10年）に発表した詩集『琅玕』を端緒に、詩人としての文芸活動を開始した。1936年（昭和11年）に詩集『機の音』と『海にうかばん』、1937年（昭和12年）に詩集『吾往かん』、1938年（昭和13年）に詩集『大戦の詩』、1939年（昭和14年）に詩集『百城を落す』をそれぞれ岩波書店より立て続けに刊行した。

### 愛する人たちの死
1940年（昭和15年）、勘助とともに家族を支えてきた嫂の末子が蜘蛛膜下出血を起こして倒れる。末子を看病しながら、のちに日記体随筆となる「氷を割る」を書く。1942年（昭和17年）4月、末子が死去する。同年7月には、猪谷妙子も35歳で死去した。立て続けに愛する人たちを亡くし、勘助は病床の金一とともに残された。自身も老いてきたなかで不仲である兄の介護をひとりで行うのは困難と勘助は判断し、知人の紹介を受けて嶋田正武の娘・嶋田和子と結婚することを決意する。
1942年（昭和17年）10月12日、結婚式当日、勘助と和子の結婚式は予定通りに執り行われる運びだった。しかし、挙式当日に長い闘病生活に苦しんだ金一が自殺した。当日予定通りに結婚式は挙行されている。
結婚後、末子や妙子を追慕する随筆「蜜蜂」、「妙子の手紙」を執筆する。1943年（昭和18年）5月、『蜜蜂』を筑摩書房より刊行した。

### 服織時代
1943年、静養のため静岡県安倍郡服織村（はとりむら）新間字樟ヶ谷（現・静岡市葵区新間）に移り、戦況の悪化にともない疎開も兼ねてしばらく移住することになる。1945年3月には同村羽鳥（現・静岡市葵区羽鳥本町）に移る。詩集『藁科』、随筆「樟ヶ谷」「羽鳥」など、この地を題材にした作品を著す。1945年（昭和20年）、服織で終戦を迎える。終戦後、1948年に勘助夫妻は服織を去り、赤坂の自邸が戦火に焼かれたことなどもあり、勘助夫妻は東京都中野区新井町にある和子の実家に身を寄せる。

### 晩年
勘助は、和子の実家で義妹である嶋田豊子、秀とともに亡くなるまで暮らした。1949年（昭和24年）5月、『鳥の物語』を山根書店より刊行する。1951年1月、『白鳥の話』を角川書店より、同年6月に詩集『藁科』を山根書店より刊行した。
1956年（昭和31年）、胆嚢その他の病気のため東京都千代田区飯田橋にある日本医科大学附属第一病院に入院した。同年6月に退院するも9月に再入院し20日後再退院する。1958年（昭和33年）には感冒から肺炎を併発し、一時危篤となるなど、老衰から健康を損なうようになる。
1960年（昭和35年）12月、角川書店から『中勘助全集』の刊行を開始する。当初は全11巻予定だったが、のち2巻増補され、全13巻で1965年（昭和40年）1月に完結した。同年「全集」完結と多年の業績により朝日文化賞を受賞した。
同年4月28日午前3時台、就寝していた勘助が突然大声を上げ和子を呼び起こした。そして「頭が痛い。父のようだ。あわてるな！　豊はすばやいから、豊を起せ。」と話したのち昏睡し、意識が戻らなくなった。勘助は、すぐに日本医科大学附属第一病院に搬送されたが、病状は回復せず昏睡状態が続いた。
1965年5月3日、脳出血のため、飯田橋の日本医科大学附属第一病院で死去した。享年79歳。戒名は慈恩院明恵勘真居士。

## 略年譜
- 1885年
  - 5月22日 - 東京府神田区東松下町7番地今尾藩邸にて、今尾藩士の父・勘弥と母・鐘の五男として生まれる。
- 1889年
  - 7月 - 母と勘助の健康のため、小石川区小日向水道町に一家で転居する。
- 1891年
  - 4月 - 正規の学齢より1年早く市立黒田尋常小学校に入学。
- 1897年
  - 9月 - 城北中学校（現・都立戸山高等学校）に入学。
- 1902年
  - 9月 - 第一高等学校第一部に入学。
- 1905年
  - 9月 - 東京帝国大学文科英文学科に入学。
- 1906年
  - 10月、父・勘弥が死去。
- 1907年
  - 9月 - 国文学科に転科。
- 1909年
  - 1月 - 兄・金一が脳溢血で倒れて失語症など重症を負う。
  - 7月 - 東京帝国大学国文学科を卒業。
- 1910年
  - 12月 - 一年志願兵として近衛歩兵第四聯隊に入隊。
- 1911年
  - 4月 - 衛戍病院に入院。2ヶ月後、除隊。
  - 夏 - 野尻湖畔の安養寺に仮寓。9月からは弁天島に籠もる。
- 1912年
  - 夏から秋にかけて、野尻湖畔に滞在。「銀の匙」を執筆する。
- 1913年
  - 4月 - 夏目漱石の推薦により「銀の匙」が「東京朝日新聞」に連載される。
- 1914年
  - 6月 - 比叡山横川で「銀の匙」後篇を執筆する。
- 1915年
  - 4月 - 「銀の匙」後篇が「東京朝日新聞」に連載される。
- 1917年
  - 6月 - 「漱石先生と私」を『三田文学』に発表。
- 1920年
  - 2月 - 千葉県我孫子町に仮寓。
  - 11月 - 生家の世話を見ることになり、財産整理のため小石川の実家を岩波茂雄に売却する。
- 1921年
  - 4月 - 『提婆達多』を新潮社より刊行。『銀の匙』を岩波書店より刊行。
- 1922年
  - 4月 - 「犬（未定稿）」を『思想』に発表し、発禁処分を受ける。
- 1924年
  - 5月 - 『犬 附 島守』を岩波書店より刊行。
  - 12月 - 平塚に家を建て、我孫子から転居して主にそこに暮らす。
- 1925年
  - 7月 - 『沼のほとり』を岩波書店より刊行。
- 1926年
  - 4月 - 『銀の匙』を岩波書店より再度刊行。
- 1931年
  - 4月 - 『菩提樹の蔭』を岩波書店より刊行。
- 1932年
  - 6月 - 『しづかな流』を岩波書店より刊行。
- 1933年
  - 4月 - 『提婆達多』を岩波書店より刊行。
- 1934年
  - 10月 - 母・鐘が死去。
- 1935年
  - 3月 - 詩集『琅玕』を岩波書店より刊行。
- 1936年
  - 5月 - 詩集『機の音』を岩波書店より刊行。
  - 12月 - 詩集『海にうかばん』を岩波書店より刊行。
- 1937年
  - 6月 - 『街路樹』を岩波書店より刊行。
  - 10月 - 詩集『吾往かん』を岩波書店より刊行。
- 1938年
  - 12月 - 詩集『大戦の詩』を岩波書店より刊行。
- 1939年
  - 9月 - 詩集『百城を落す』を岩波書店より刊行。
- 1940年
  - 5月 - 『逍遥』を岩波書店より刊行。嫂・末子が蜘蛛膜下出血で倒れる。
- 1941年
  - 10月 - 『鳩の話』を岩波書店より刊行。
- 1942年
  - 3月 - 詩集『飛鳥』で筑摩書房より刊行。
  - 4月 - 嫂・末子が死去。
  - 7月 - 猪谷妙子が死去。
  - 10月12日 - 嶋田和子と結婚。同日、兄・金一が自殺。
- 1943年
  - 5月 - 『蜜蜂』を筑摩書房より刊行。
  - 10月 - 静岡県安倍郡服織村に疎開。
- 1945年
  - 3月 - 服織村羽鳥に移る。
- 1947年
  - 7月 - 『余生』を八雲書店より刊行。
- 1948年
  - 2月 - 『鶴の話』を山根書店より刊行。
  - 4月 - 東京都中野区新井町にある妻の実家に移る。
- 1949年
  - 5月 - 『鳥の物語』を山根書店より刊行。
- 1951年
  - 1月 - 『白鳥の話』を角川書店より刊行。
  - 6月 - 詩集『藁科』を山根書店より刊行。
- 1953年
  - 11月 - 『中勘助自選随筆集』上巻が創元文庫に入る（下巻は翌1月）。
- 1956年
  - 胆嚢ほかの病気のため日本医科大学附属第一病院に入院。入退院を繰り返す。
- 1958年
  - 2月 - 感冒より肺炎を併発し、一時危篤となる。
- 1960年
  - 12月 - 『中勘助全集』を角川書店から刊行開始。
- 1965年
  - 1月 - 『中勘助全集』完結。朝日文化賞を受賞。
  - 5月3日 - 日本医科大学附属第一病院にて死去。享年79歳。

## 家族
- 父・勘弥（1842-1906） - 今尾藩士
- 母・鐘
- 兄・金一（-1942） - 九州帝国大学教授。妻は子爵野村靖の娘・米子[14]。1902年に文部省留学生としてドイツに公費留学し、帰国後九帝大教授となったが、脳溢血により失語症となり退職、妻に先立たれたのち、世話になっていた勘助の結婚式の日に自殺した
- 姉・ちよ（1880年生） - 夫は東京高等師範学校教授・野田貞（ただし）。貞は東京帝国大学理科大学卒の物理学者でドイツ公費留学の経験を持つ[15]。
- 養姉妹・タカ（孝子） - 父勘弥の養女として勘弥の主君竹腰正旧に嫁ぐ

## 著作本一覧

### 生前刊行
- 『提婆達多』新潮社、1921年（著者表記は那珂）、改訂版・岩波書店、1933年
- 『銀の匙』岩波書店、1921年（著者表記は那珂）、改訂版1926年
- 『犬 附 島守』岩波書店、1924年
- 『沼のほとり』岩波書店、1925年
- 『菩提樹の蔭』岩波書店、1931年
- 『しづかな流』岩波書店、1932年
- 『提婆達多』岩波書店、1933年
- 『母の死』岩波書店、1935年
- 『琅玕』岩波書店、1935年
- 『海にうかばん』岩波書店、1936年12月
- 『吾往かん』岩波書店、1937年
- 『街路樹』岩波書店、1937年6月
- 『大戦の詩』岩波書店、1938年12月
- 『百城を落す』岩波書店、1939年9月
- 『逍遥』岩波書店、1940年
- 『飛鳥』筑摩書房、1942年
- 『蜜蜂』筑摩書房、1943年
- 『余生』八雲書店、1947年
- 『鶴の話』山根書店、1948年
- 『鳥の物語』山根書店、1949年
- 『白鳥の話』角川書店、1951年
- 『藁科』山根書店、1951年
- 『中勘助集』新潮文庫、1951年 - 小堀杏奴編
- 『中勘助自選随筆集』創元文庫（上下）、1953-54年
- 『中勘助詩集』角川文庫、1955年
- 『くひな笛』宝文館、1957年

### 全集
- 小宮豊隆・和辻哲郎編『中勘助全集』全13巻、角川書店、1960年-1965年
- 串田孫一・稲森道三郎・渡辺外喜三郎・嶋田豊子編『中勘助全集』全17巻、岩波書店、1989年-1991年